# 也儿吉尼
也儿吉尼（？—1368年），字尚文，河西唐兀人，元朝政治人物。
至正五年（1345年），由陕西行台监察御史，入为内台御史。弹劾丞相别儿怯不花不可为相，列举五事，被出为佥浙西道廉访司事。后来元顺帝罢别儿怯不花为太保，也儿吉尼表示不可以为相，难道可以为师。于是，别儿怯不花谪居渤海。也儿吉尼为父丁忧，夺情起判中政院。至正十一年（1351年），迁广西道肃政廉访副使。至正十二年（1352年），红巾军攻克潭州，鼓行而西。也儿吉尼提议主持修城郭，扼险要。捐俸贸易海盐。数年利至巨万，充军费。派万户黄祖显率三千人为先锋，都元帅甄崇福统五万户相继。黄祖显战胜，斩首数万级，平潭州、衡州二州。既而，道州反元武装周伯颜攻陷全州，也儿吉尼派万户孙思敬攻克全州、道州，擒杀周伯颜。派同知普颜帖木儿等平临桂、贺州，广西始定，被擢升为湖广行省平章政事，兼广西道肃政廉访使。至正二十三年（1363年），立广西行省，以也儿吉尼为平章政事。也儿吉尼为元朝守广西十五年。至正二十八年（1368年），明朝将领杨璟等攻克永州，进攻靖江（今广西桂林市），朱亮祖自平乐率军会师。也儿吉尼派副使王暹至梧州募兵，无人应募。又派其子不花帖木儿至肇庆，向普颜帖木儿告急。不花帖木儿途中被明兵所获。六月，也儿吉尼部下降明，靖江城陷，也儿吉尼出走，被擒，送至南京，不屈而死。部将陈瑜、刘永锡、曾尚宾，全家自杀。